# 葱莲
葱莲又名蔥蘭、玉簾（学名：Zephyranthes candida）石蒜科葱莲属的植物。

## 形态
多年生草本。地下鳞茎，直径约2.5厘米，具明显的颈部。基生线形叶，长20到30厘米，宽2到4毫米。花茎中空，花单生于花茎顶部。下有带褐红色的佛焰苞状总苞片，总苞片顶端2裂。花梗藏于苞片内，长约1厘米。夏秋开白花，外面常带淡红色，花被漏斗状，几无花被管，花被片6，长3到5厘米，顶端钝或具短尖头，宽约1厘米，近喉部常有很小的鳞片。雄蕊6，长约为花被的一半。花柱细长，柱头微3裂。蒴果近球形，直径约1.2厘米，3瓣开裂。种子黑色，扁平。原产南美。

## 分布
分布在南美洲以及中国大陆的上海、广东、湖北、江苏、浙江等地，常生长在路边，目前已由人工引种栽培。

## 别名
玉帘（日本名），葱兰（江苏，安徽通称），風雨蘭（香港通稱）

## 圖片

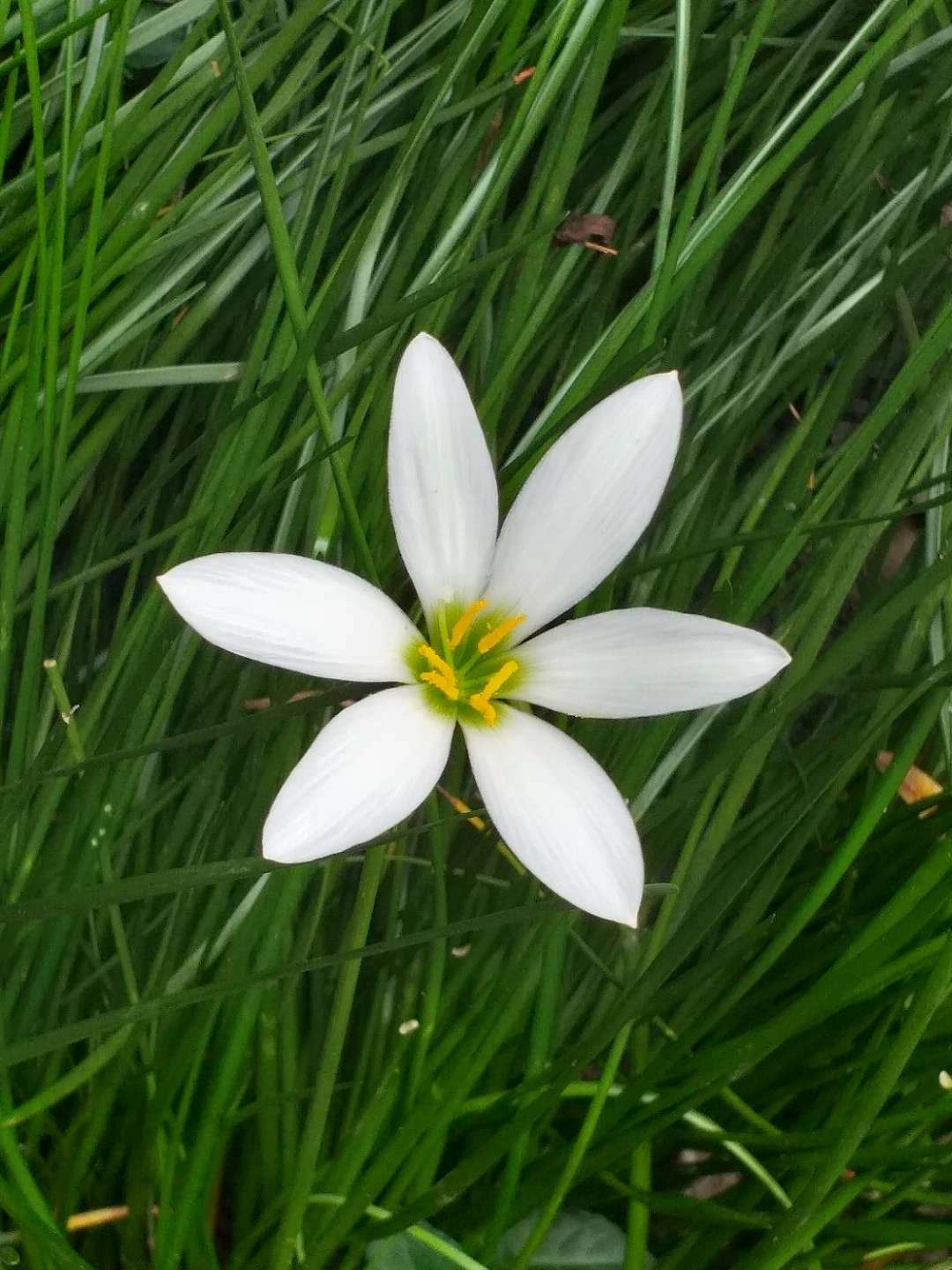
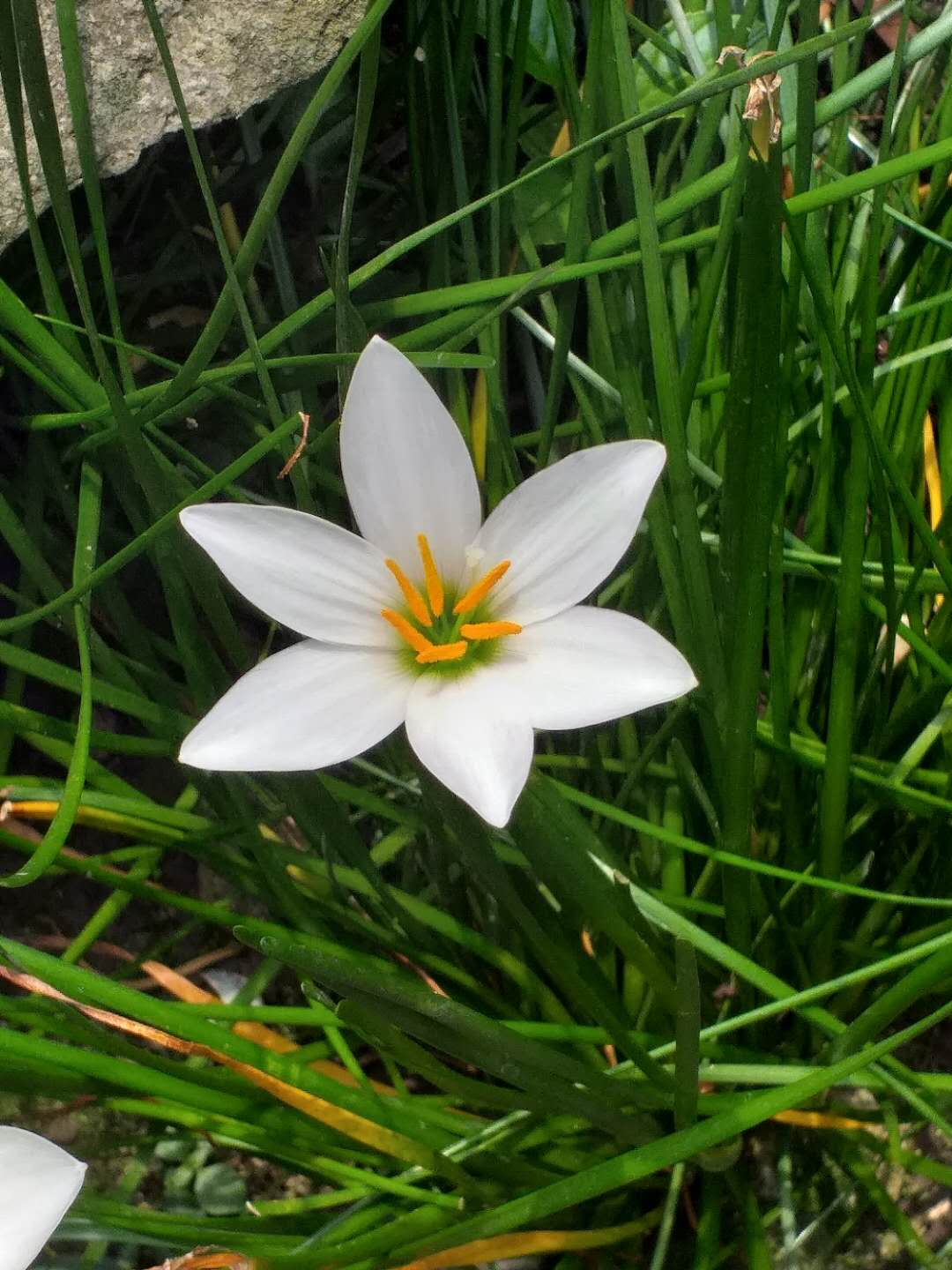
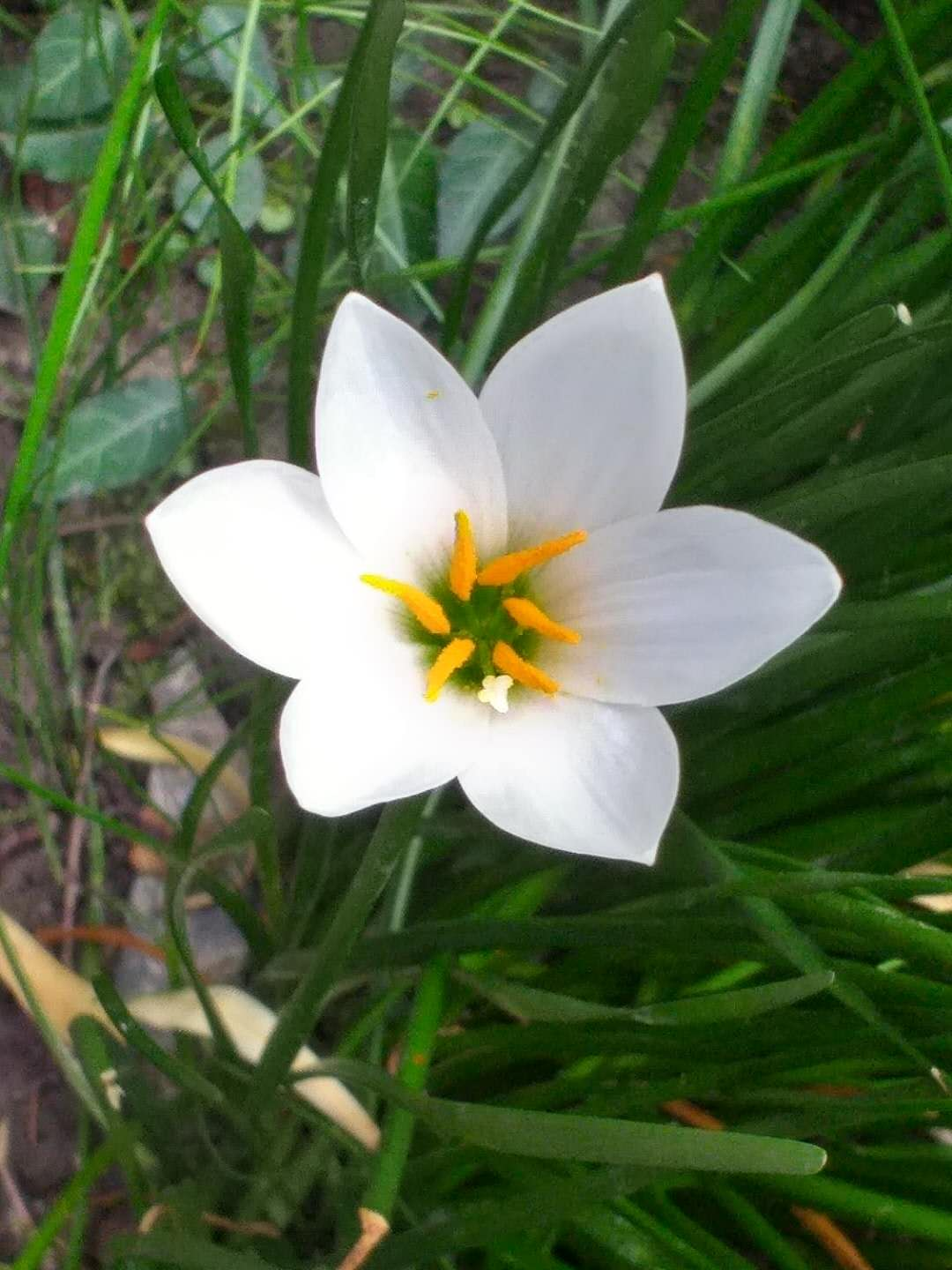
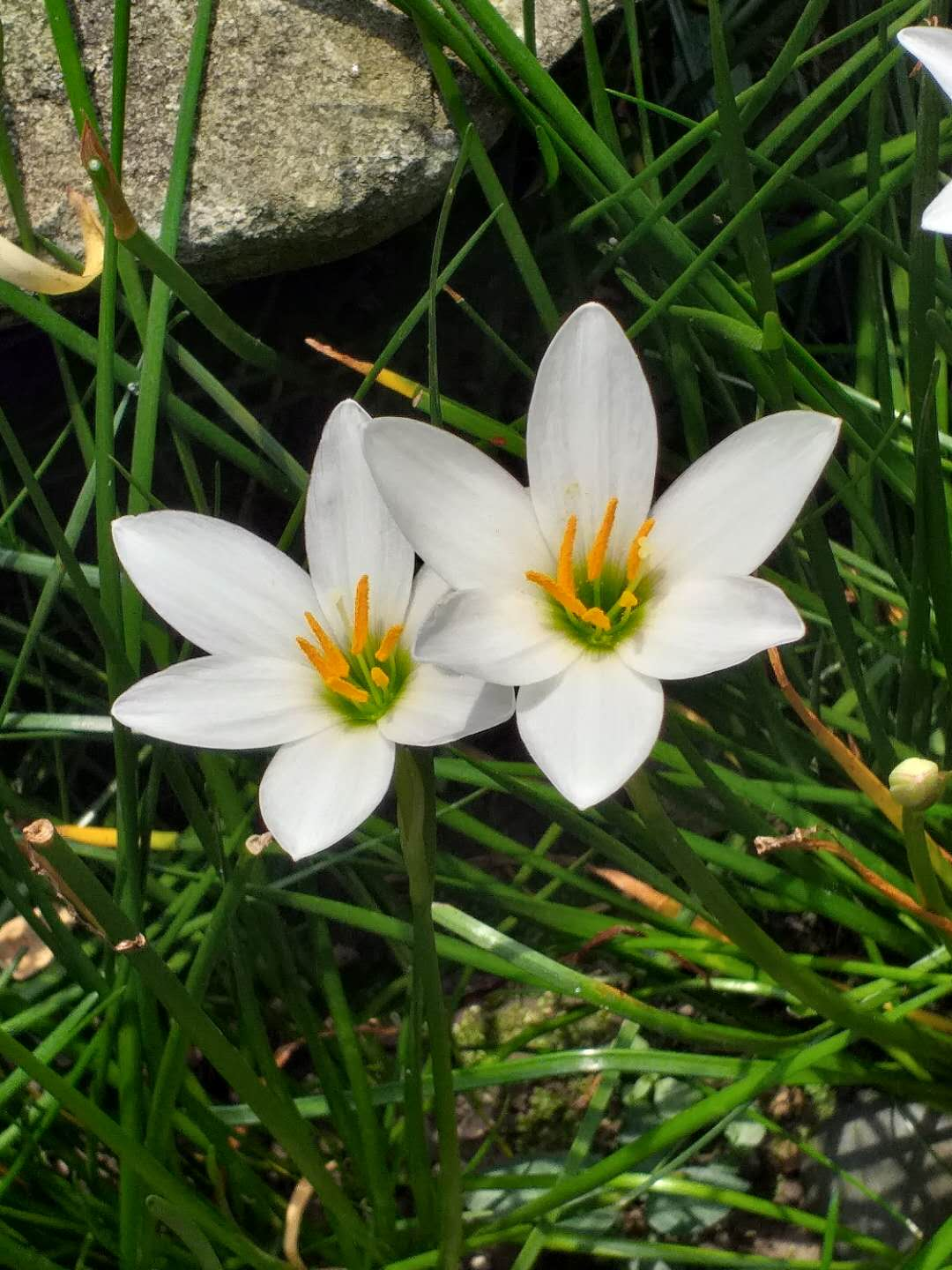
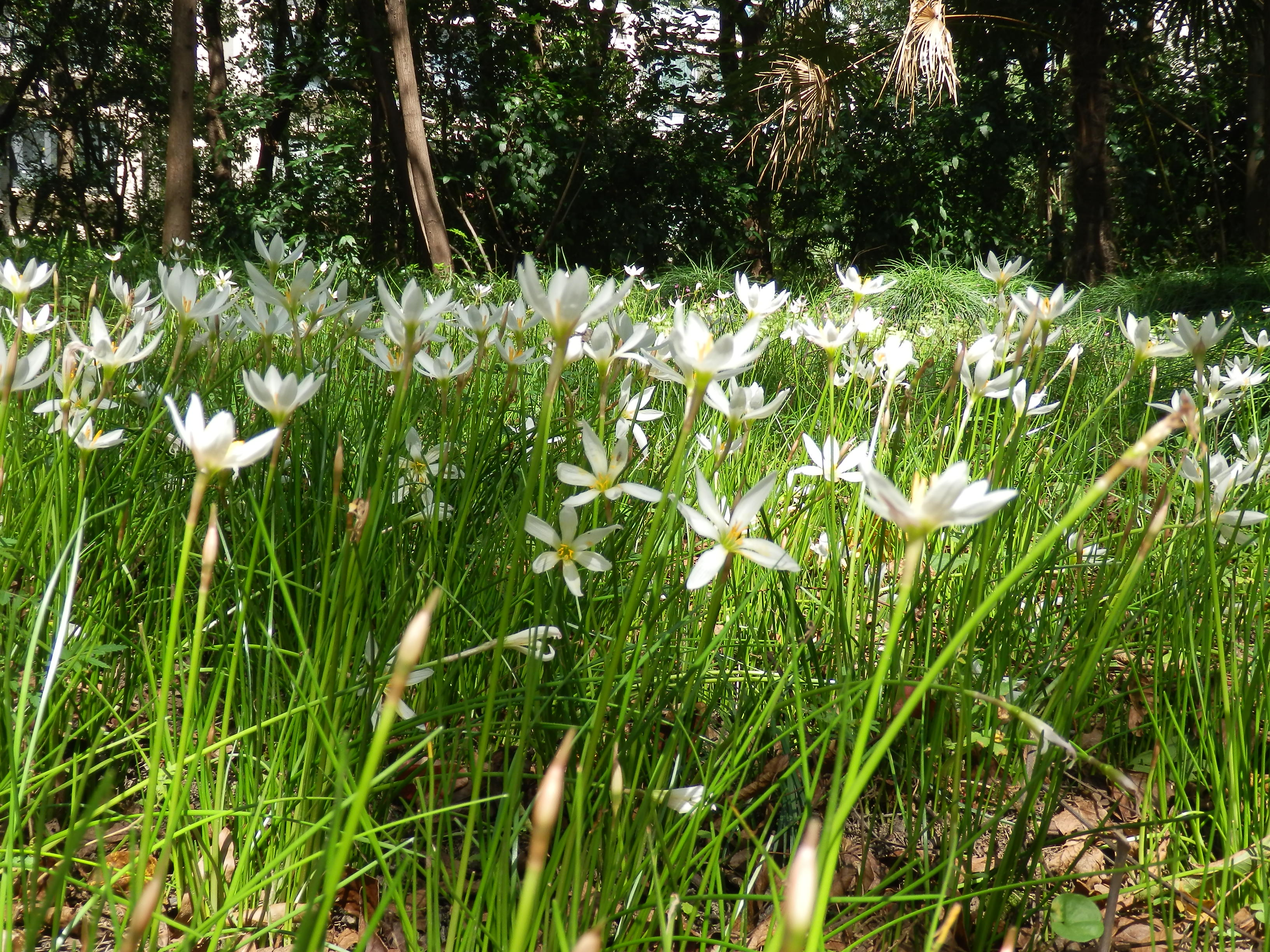

## 外部連結
- 蔥蓮, Conglian 藥用植物圖像數據庫 (香港浸會大學中醫藥學院) （繁體中文）（英文）